# Миленка
Миленка (рос. Миленка) — річка в Україні у Корюківському районі Чернігівської області. Права притока річки Бреч (басейн Десни).

## Опис
Довжина річки приблизно 12,75 км, найкоротша відстань між витоком і гирлом — 11,72  км, коефіцієнт звивистості річки — 1,09 . Формується декількома безіменними струмками та загатами.

## Розташування
Бере початок на північно-західній околиці села Хотіївка у заболоченій місцині. Тече переважно на північний захід мішаним лісом понад селом Лубенець і на південно-східній околиці села Трудовик впадає у річку Бреч, ліву притоку річки Снов.
Населі пункти вздовж берегової смуги: Бреч.

## Цікаві факти
- На лівому березі річки розташований Брецький заказник[2].
- На правому березі річки на північній стороні на відстані приблизно 1,89 км пролягає автошлях Т 2512[2] (автомобільний шлях територіального значення у Чернігівській області. Пролягає територією Ріпкинського, Городнянського, Сновського, Корюківського та Семенівського районів через Ріпки — Городню — Сновськ — Корюківку — Холми — Семенівку. Загальна довжина — 147,5 км.).